# Phillip Marshak
Phillip Marshak, född 17 juli 1934 i Brooklyn, USA, död 27 juli 2014 i Los Angeles, USA är en amerikansk regissör. Han regisserade pornografisk- och skräckfilm från slutet av 1970-talet till mitten av 1980-talet, bland andra Space Virgins och Olympic Fever.